# Arachnotermes
Arachnotermes is een geslacht van spinnen uit de familie springspinnen (Salticidae).

## Soorten
De volgende soorten zijn bij het geslacht ingedeeld:
- Arachnotermes termitophilus Mello-Leitão, 1928